# Фрідріх Леффлер (1815)
Готтфрід Фрідріх Франц Леффлер (нім. Gottfried Friedrich Franz Loeffler; 1 листопада 1815, Штендаль — 22 лютого 1874, Берлін) — німецький військовий хірург, генерал-майор медичної служби Прусської армії.

## Біографія
Після закінчення гімназії з 1933 року навчався в Медико-хірургічному інституті Фрідріха-Вільгельма в Берліні. В квітні 1837 року вступив в Прусську армію. З 1949 року — полковий лікар у Франкфурті-на-Одері, з 1860 року — головний корпусний лікар в Позені, з 1861 року — в Магдебурзі.
У жовтні 1863 року Леффлер був членом прусської делегації на міжнародній конференції в Женеві, на якій обговорювалися заходи щодо покращення догляду за пораненими на війні. У ході цієї конференції, за підтримки швейцарського лікаря Луї Аппіа, він підкреслив, як і трьома роками раніше в Preussische Militärische Zeitung, що виходила з 1860 по 1862 рік, необхідність введення знаку розрізнення для ідентифікації лікарів, парамедиків та лікарень на польових чергуваннях. Ця ідея, заснована на пропозиції швейцарського генерала Гійома-Анрі Дюфура, призвела до введення Червоного Хреста як захисного символу. Під час дипломатичної конференції, яка також відбулася в Женеві у серпні наступного року, він підписав першу Женевську конвенцію для Королівства Пруссія «про полегшення тяжкого становища військовослужбовців, поранених на польовій службі». У наступний період він виступав за створення та розширення товариств добровільної допомоги, як це було запропоновано в резолюціях конференції 1863 року, а також взяв участь у конференції 1868 року, на якій були прийняті додаткові статті до конвенції 1864 року, які зрештою не були реалізовані.
Під час австро-прусської війни 1866 року Леффлер був головним лікарем 1-ї прусської армії. Через рік, у березні 1867 року, він був призначений заступником директора військово-медичних навчальних закладів у Берліні, де в жовтні також став професором військової медицини. На основі свого досвіду війни 1866 року він опублікував у двох частинах у 1868 та 1869 роках роботу «Прусська військово-медична система та її реформа після військового досвіду 1866 року». Під час французько-прусської війни був головним лікарем 2-ї прусської армії. З 1867 року і до своєї смерті обіймав посаду голови Берлінського військово-медичного товариства.

## Нагороди
- Хрест «За вислугу років» (Пруссія) (25 років)